# بریون (فیلم ۲۰۱۸)
بریون (به انگلیسی: Braven) یک فیلم کانادایی در ژانر درام و اکشن محصول سال ۲۰۱۸ به کارگردانی لین اودینگ است و توسط مایک نیلون و توماس پائا سیبتت نویسندگی شده‌است. عکاسی اصلی این فیلم از اوایل دسامبر سال ۲۰۱۵ در نیوفاندلند، کانادا آغاز شد. از بازیگران این فیلم می‌توان به جیسون موموآ، گرت دیلاهانت، استیون لانگ، جیل واگنر و برندن فلچر اشاره کرد.
این فیلم در تاریخ ۲ فوریه ۲۰۱۸ اکران شد.

## داستان
داستان درمورد مرد جوانی است که همراه خانواده اش برای تفریح به کلبه‌ای جنگلی می‌رود اما پس از مدتی کوتاه متوجه می‌شود که پا در قلمروی یک گروه قاچاق مواد مخدر خطرناک گذاشته‌است و حالا او و پدرش تصمیم دارند در برابر این گروه خشن بایستند و خانواده‌اش را نجات دهند.